# 南极乡
南极乡，是中华人民共和国安徽省宣城市宁国市下辖的一个乡镇级行政单位。

## 行政区划
南极乡下辖以下地区：
永宁村、杨狮村、龙川村、南极村和梅村。